# Dimmi dimmi tu
Dimmi dimmi tu è un singolo del rapper italiano Frankie hi-nrg mc, pubblicato il 3 giugno 2005 come unico estratto dalla raccolta Rap©ital.

## Descrizione
La canzone non è altro che una critica alla società e in particolare verso il fenomeno dei reality show, che a dispetto del nome vengono tacciati di falsità.

## Video musicale
La prima trasmissione del videoclip, realizzato da Gaetano Morbioli, risale al 18 luglio 2005; in esso il rapper appare dapprima seduto su una sedia da regista per poi trasformarsi nel bassista dei Kiss Gene Simmons, nel guerrigliero Ernesto "Che" Guevara, nel chitarrista Jimi Hendrix, nel celebre scienziato Albert Einstein e infine nell'attivista indiano Mahatma Gandhi.

## Tracce
1. Dimmi dimmi tu – 3:34